# Damvix
Damvix – miejscowość i gmina we Francji, w regionie Kraj Loary, w departamencie Wandea.
Według danych na rok 1990 gminę zamieszkiwały 673 osoby, a gęstość zaludnienia wynosiła 58 osób/km² (wśród 1504 gmin Kraju Loary Damvix plasuje się na 739. miejscu pod względem liczby ludności, natomiast pod względem powierzchni na miejscu 938.).